# Popielec (wzniesienie)
Popielec (niem. Popel-Berg, 396 m n.p.m.) – wzniesienie w południowo-zachodniej Polsce, na Pogórzu Wałbrzyskim, w Sudetach.
Wzniesienie przy granicy Książańskiego Parku Krajobrazowego, pomiędzy wsiami Cieszów na wschodzie a Chwaliszów na zachodzie. 